# سيد أوين (ممثل)
سيد أوين (بالإنجليزية: Sid Owen)‏ هو صاحب مطعم وممثل بريطاني، ولد في 12 يناير 1972 بلندن في المملكة المتحدة.

## وصلات خارجية
- سيد أوين على موقع IMDb (الإنجليزية)
- سيد أوين على موقع قاعدة بيانات الفيلم (الإنجليزية)